# Knokke
Knokke est une section de la commune belge de Knokke-Heist, située en Région flamande dans la province de Flandre-Occidentale. Knokke est un lieu de villégiature très renommé et très prisé par la jet set du Nord de l'Europe.  C'était une commune à part entière avant la fusion des communes de 1971.

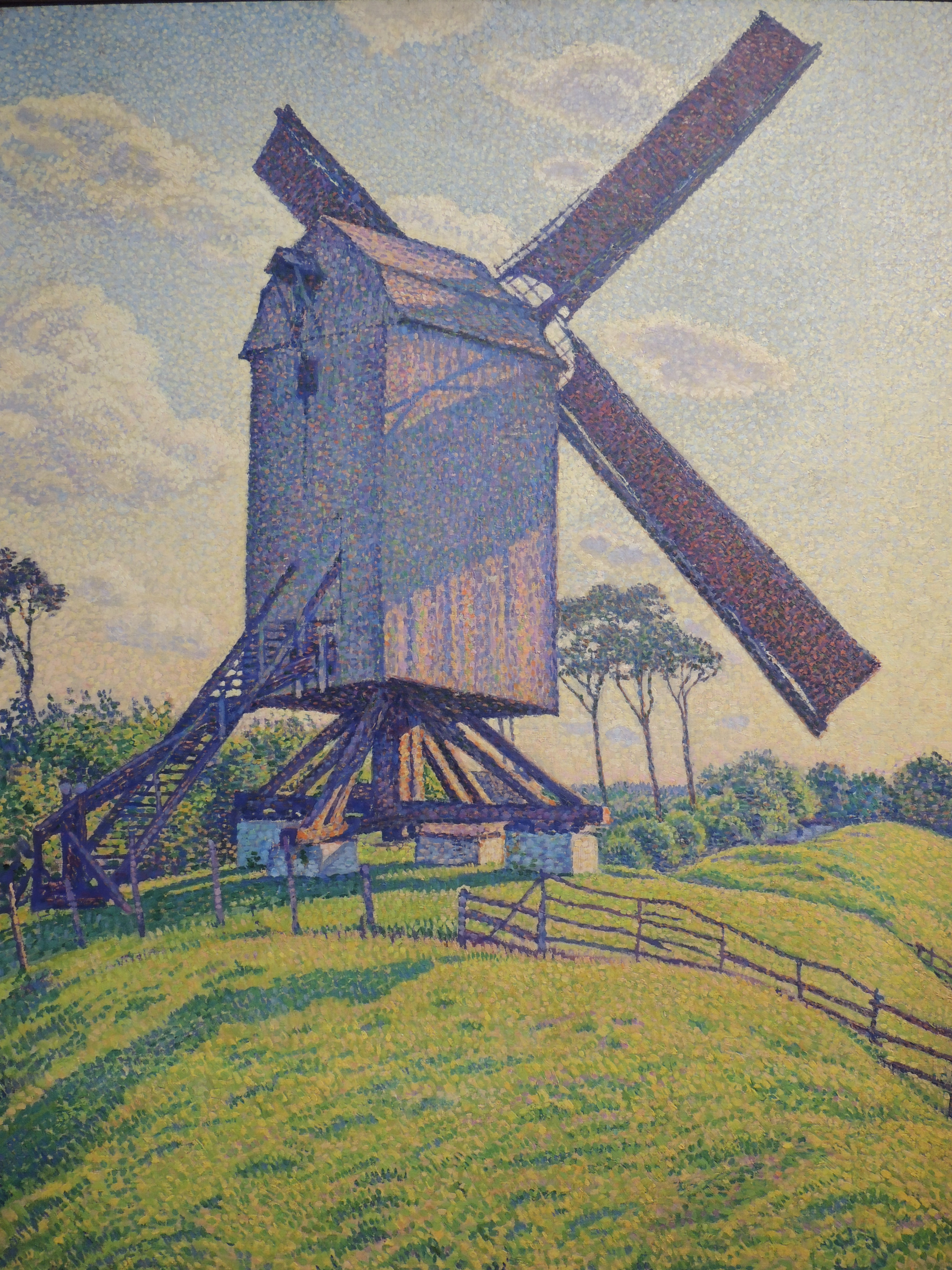
Le Moulin du Kalf à Knokke
Théo Van Rysselberghe, 1894
Collection privée

De 1947 à 1966, Léon Lippens est bourgmestre de la ville. En 1952, il fonde la réserve naturelle du parc naturel du Zwin.
La gare ferroviaire terminus pour les trains circulant en direction de Bruges est située sur le territoire de la commune[réf. nécessaire], ainsi que celui du Kusttram, la ligne de trams (De Lijn) vers Ostende et Adinkerke-La Panne
.

## Démographie

### Évolution démographique
- Sources : INS, Rem. : 1831 jusqu'en 1961 = recensements[4].